# Вілле Покка
Вілле Покка (фін. Ville Pokka; 3 червня 1994, м. Торніо, Фінляндія) — фінський хокеїст, захисник, олімпійський чемпіон.

## Із біографії
Вихованець хокейної школи ТІХК. Виступав за «Кярпят» (Оулу), «Кієкко-Ласер», «Рокфорд Айс Гогс» (АХЛ), «Бельвілль Сенаторз» (АХЛ). З 2018 року грає в омському «Авангарді».
В чемпіонатах Фінляндії — 166 матчів (14+44). В Американській хокейній лізі — 300 матчів (31+111). У Континентальній хокейній лізі — 193 (15+39), у Кубку Гагаріна — 49 (4+6).
У складі молодіжної збірної Фінляндії учасник чемпіонату світу 2012. У складі юніорської збірної Фінляндії учасник чемпіонату світу 2011.
Брати: Самі і Томі Покка.